# دهه ۲۰۷۰ (میلادی)
دهه ۲۰۷۰ (میلادی) دویست و هفتمین دهه تقویم میلادی است. این دهه در ژانویه ۱ سال ۲۰۷۰ آغاز و در دسامبر ۳۱ سال ۲۰۷۹ به پایان می‌رسد.

## مناسبت‌ها و پیش بینی‌ها
‎